# 니시테쓰 아마기선
서일본 철도 아마기 선(일본어: 西鉄甘木線)은 후쿠오카현 구루메시 미야노진역에서부터 후쿠오카 현 아사쿠라시의 아마기역까지를 묶는 서일본 철도(니시테쓰)의 철도 노선이다.

## 운행 형태
보통 열차만의 운행. 전 열차가 덴진오무타 선의 니시테쓰 구루메 방면으로 직통하며, 전 열차 2량 편성으로 원맨 운전을 실시하고 있다. 주간부터 막차까지 대개 30분 간격의 운행으로, 아마기-오무타 간의 운행이다. 이른 아침 및 출근 시간대에는 혼고-하나바타케・오무타 간 열차가 설정되어 있다. 출근 시간대에는 대부분이 하나바타케 발착이 되어, 구간 운전 열차가 증발된다. 상하 열차의 교환역은 주간 이후가 학교 앞 역 및 가네시마역에서, 출근 시간대에는 기타노역 및 혼고역이 더해진다.

## 역사
- 1913년 7월 18일 미쓰이 전기 궤도에 의해 후쿠시마-히요시 정 간이 개업, 후쿠시마・요시다・가와세・유노초・하루 강・이쓰초다・안타・하나바타케・히로마타・히요시 정의 각 정류장 개업
- 1915년 10월 15일 미야노진-기타노간이 개업, 미야노진・고로마루・미야노진 학교 앞・도미야스・완노단・고간챠야・주로마루・나카키타노・기타노의 각 정류장 개업
- 1916년 9월 27일 히요시 정-구시와라간이 개업, 호타루 강・데라마치・국도・미나미카오루・구시와라의 각 정류장 개업
- 1921년
  - 이 해 이전에 고가・노조에・니켄챠야・하치켄야의 각 정류장 개업. 하루 강 정류소를 가미쓰아라키 정류소로, 안타 정류소를 진야로 개칭
  - 12월 8일 기타노-아마기간이 개업, 나카무라・진야・니오마루(二王丸)・오키・가네시마・야스나가・오제키・혼고・이세키・시모우라・가미우라・마다・우시기・아마기의 각 정류장 개업
- 1924년
  - 3월 13일 지쿠고 강에 완성한 신미야노진 교에 병용 궤도를 부설해 구시와라-미야노진 간이 개업, 이것에 의해 후쿠시마-아마기 간 전 노선 개통
  - 6월 30일 규슈 철도(니시테쓰 덴진오무타 선의 전신)가 미쓰이 전기 궤도를 합병해 규슈 철도 미쓰이 선이 된다.
- 1925년(다이쇼 14년) 2월 12일 지쿠고 강 정류소의 개설을 신고
- 1927년(쇼와 2년)
  - 12월 16일 경마장 앞 임시정류소 개업(2일 뒤 폐지)
- 1935년(쇼와 10년) 이전 지쿠고 강 정류소 폐지
- 1939년(쇼와 14년)
  - 이 해 이전 데라마치・미나미카오루・나카키타노・나카무라의 각정류장 폐지
  - 3월 25일 차고 앞 정류소 개설 인가.
  - 12월 31일 유노초 정류소를 유노소 정류소로, 미야노진 학교 앞 정류소를 학교 앞 정류소로, 완노단정류소를 마코이단 정류소로, 니오마루(二王丸)정류소를 니오마루(仁王丸)정류소로 개칭
- 1942년(쇼와 17년)
  - 9월 19일 규슈 철도가 규슈 전기 궤도에 합병
  - 9월 22일 규슈 전기 궤도가 서일본 철도로 개칭, 동사의 미쓰이 선이 된다
  - 이 해 이후 도미야스・주로마루・시모우라・우시기의 각 정류장 폐지, 차고 앞 정류소를 하치켄야로 개칭
- 1948년(쇼와 23년)
  - 11월 9일 아마기-미야노진 구간 가선 전압을 600V에서 1500V로 승압. 200형을 사용하는 오무타 선 하나바타케 발착의 운행 형태가 된다. 히로마타・마코이단・시모키타노・진야・니오마루・야스나가・이세키의 각 정류장을 폐지
  - 11월 11일 미야노진-히요시 정간 영업 중지, 미쓰이 선의 아마기-미야노진 간을 아마기 선, 히요시 정-후쿠시마간을 후쿠시마 선이라고 개칭.
  - 11월 21일 미야노진-학교 앞 간을 이설, 오무타 선과 접속
- 1952년(쇼와 27년) 4월 25일 미야노진-히요시 정간 폐지
- 1958년(쇼와 33년) 11월 27일 후쿠시마 선 폐지
- 1960년(쇼와 35년) 8월 1일 미야노진-아마기 간을 궤도법에서 지방철도법 준거로 변경
- 1989년(헤세이 원년)
  - 4월 25일 아마기 선 첫 냉방 차량 600형의 운행을 개시함과 동시에 200형을 전폐
  - 10월 1일 아마기-하나바타케간에서 600형 2련에 의한 원맨 운전 개시. 가미우라역을 무인화.
- 2001년 11월 10일 아마기-오무타간의 직통열차(원맨 운전)의 운전 개시. 또, 이것에 맞추어 7000형의 운행도 개시
- 2003년 3월 7050형의 운전을 개시
- 2004년 9월 600형의 운행을 종료
- 2008년 5월 18일 IC 카드 nimoca 도입
- 2014년 3월 22일 혼고, 오제키, 학교 앞 역을 무인화.

## 역 목록
- 모든 역이 후쿠오카현내에 소재. #표는 열차 교환이 가능한 역.

| 역명        | 역간 거리 | 영업 거리 | 접속 노선                  | 소재지              |
| ----------- | --------- | --------- | -------------------------- | ------------------- |
| 미야노진역  | -         | 0.0       | 서일본 철도：덴진오무타 선 | 구루메시            |
| 고로마루역  | 0.9       | 0.9       |                            | 구루메시            |
| 학교 앞 역# | 0.8       | 1.7       |                            | 구루메시            |
| 고간차야역  | 2.2       | 3.9       |                            | 구루메시            |
| 기타노역#   | 1.5       | 5.4       |                            | 구루메시            |
| 오키역      | 2.6       | 8.0       |                            | 구루메시            |
| 가네시마역# | 1.4       | 9.4       |                            | 구루메시            |
| 오제키역    | 2.2       | 11.6      |                            | 미이군 다치아라이정 |
| 혼고역#     | 1.5       | 13.1      |                            | 미이군 다치아라이정 |
| 가미우라역  | 1.8       | 14.9      |                            | 아사쿠라시          |
| 마다역      | 1.2       | 16.1      |                            | 아사쿠라시          |
| 아마기역#   | 1.8       | 17.9      | 아마기 철도：아마기 선     | 아사쿠라시          |

## 차량

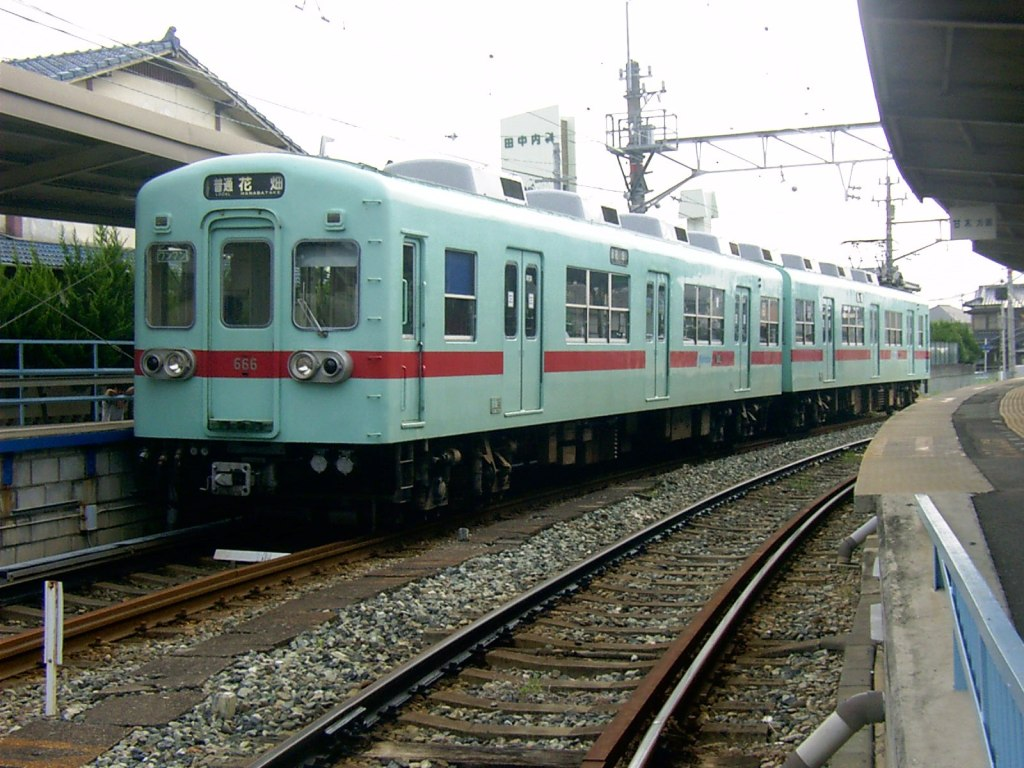
기타노역에 정차한 600형 전동차(2004년)

1948년의 승압 이후, 전압은 덴진오무타 선과 통일되고 있지만, 사용되는(혹은 과거에 사용된) 차량은 이하의 형식에 한정된다.

### 현재의 챠량
- 7000형・7050형

### 과거의 차량
- 200형
- 600형

## 참고
- 이마오 게이스케(감수) (2009). 《일본 철도 여행 지도책-전선・전역・전폐선》. 12 규슈 오키나와. 신쵸샤. ISBN 978-4-10-790030-2. 다음 글자 무시됨: ‘ 일본 서적 ’ (도움말)
- 「니시테쓰 100년의 걸음」서일본 철도, 2008년, 서일본 철도 백년사 다이제스트판.